# Ryes
Ryes ist eine französische Gemeinde mit 491 Einwohnern (Stand: 1. Januar 2022) im Département Calvados in der Region Normandie (vor 2016 Basse-Normandie). Sie gehört zum Arrondissement Bayeux und zum Kanton Bayeux. Die Einwohner werden Rissois genannt.

## Geografie
Ryes liegt nahe der Küste zum Ärmelkanal etwa sechs Kilometer nordöstlich von Bayeux und etwa 23 Kilometer nordwestlich von Caen. Umgeben wird Ryes von den Nachbargemeinden Tracy-sur-Mer im Nordwesten und Norden, Arromanches-les-Bains im Norden, Saint-Côme-de-Fresné im Nordosten und Osten, Meuvaines im Osten und Südosten, Le Manoir im Südosten und Süden, Sommervieu im Süden und Südwesten sowie Magny-en-Bessin im Westen.

## Geschichte
| Jahr      | 1962 | 1968 | 1975 | 1982 | 1990 | 1999 | 2006 | 2019 |
| --------- | ---- | ---- | ---- | ---- | ---- | ---- | ---- | ---- |
| Einwohner | 350  | 377  | 338  | 317  | 421  | 450  | 474  | 505  |

## Sehenswürdigkeiten
- Kirche Saint-Martin aus dem 12./13. Jahrhundert, seit 1840 Monument historique
- Herrenhaus von Le Pavillon aus dem 17. Jahrhundert
- Britischer Soldatenfriedhof

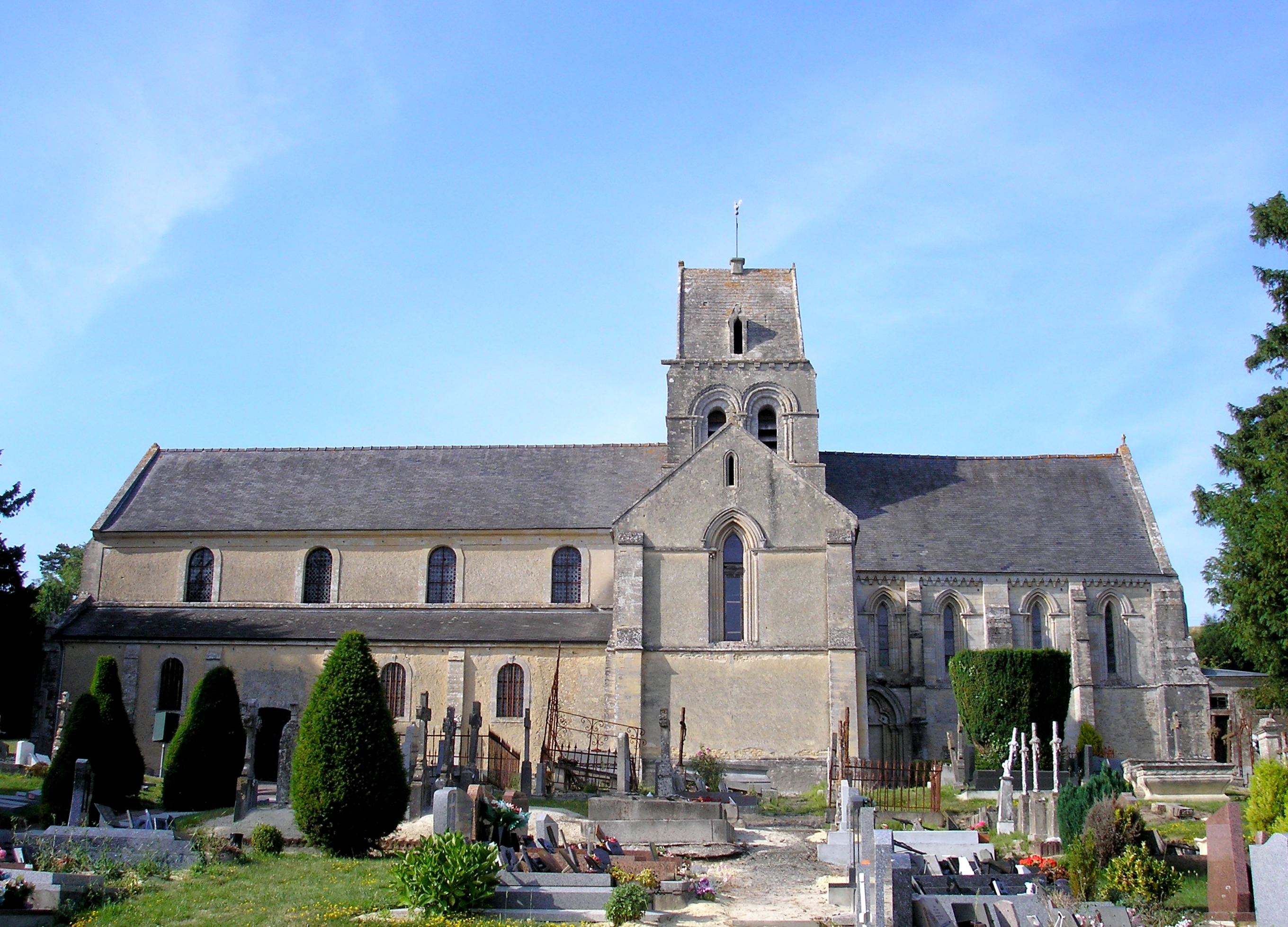
Kirche Saint-Martin
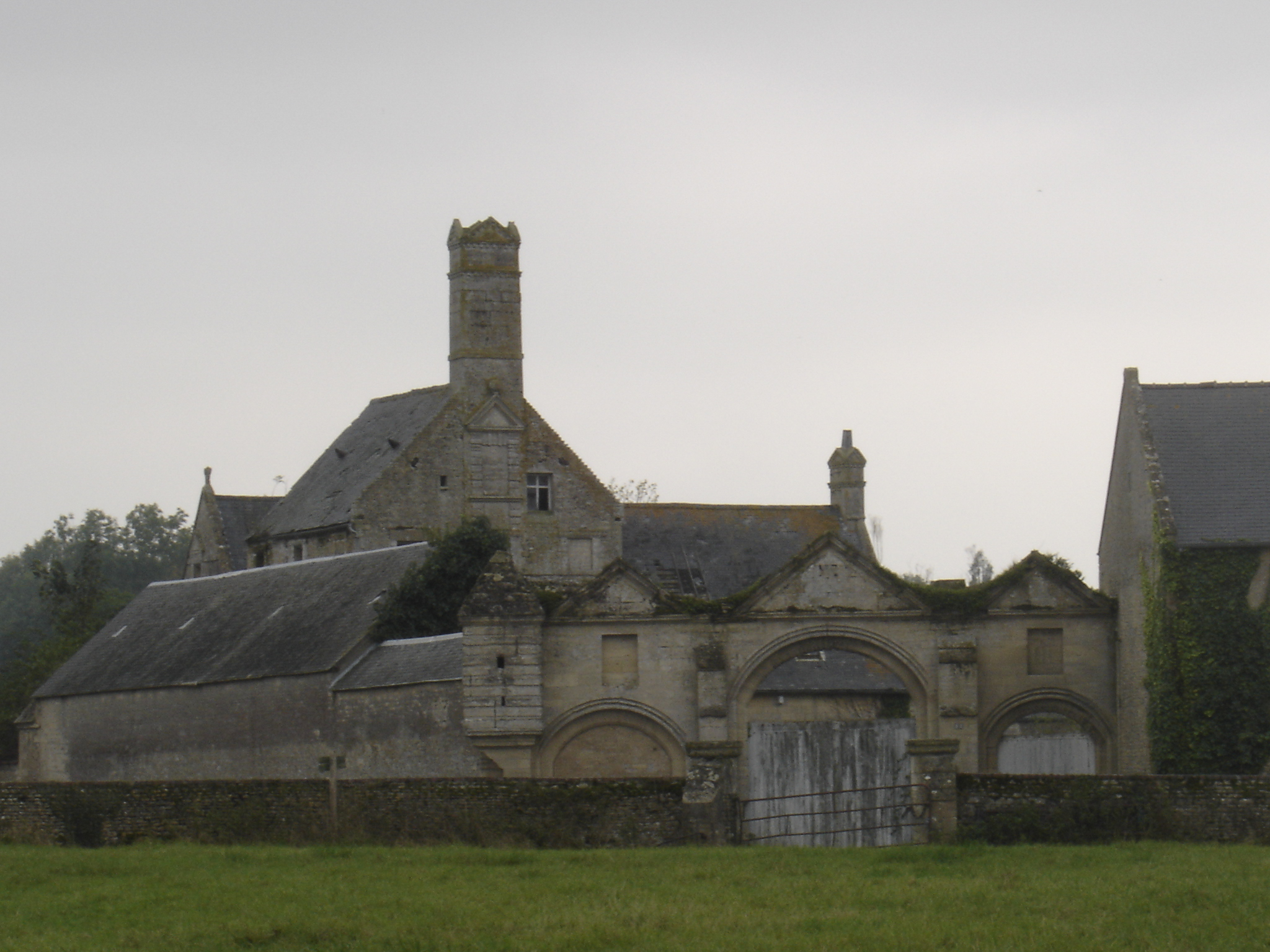
Herrenhaus von Le Pavillon